# Ingeborga Nowogrodzka
Ingeborga – księżniczka nowogrodzka, córka wielkiego księcia kijowskiego Mścisława I Haralda i wnuczka Włodzimierza Monomacha, żona księcia duńskiego – Kanuta Lavarda. 
Z małżeństwa z Kanutem Erikssenem pochodziło następujące potomstwo:
- Krystyna (Christine) Knutsdottir (zm. 1139), od 1132 żona króla Norwegii Magnusa IV Ślepego; 1133 rozwiedziona
- Małgorzata (Margaret) Knutsdottir, żona Stiga Hvide Whiteleathera
- Waldemar I Wielki (1131–1182) – król Danii